# Victoria University of Wellington
Die Victoria University of Wellington (Maori Te Herenga Waka) ist eine staatliche Universität in Wellington, Neuseeland.

## Geschichte

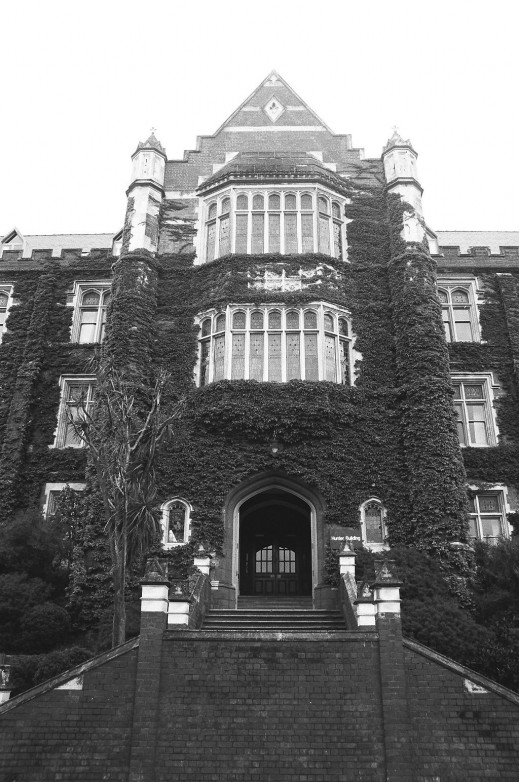
Hunter Building

1897 wurde das Victoria College der University of New Zealand gegründet. Der Lehrbetrieb startete 1899. Das heute noch existierende, markante Hunter Building wurde von 1904 bis 1906 erbaut und durch den damaligen Gouverneur von Neuseeland, Lord Plunket, eröffnet.
1961 wurde das System der einheitlichen Staatshochschule aufgegeben. In allen größeren Städten des Landes entstanden unabhängige Universitäten. 1962 wurde das Wellington College im Rahmen der Universitätsreform mit der Pädagogischen Hochschule verschmolzen. Seitdem trägt die Universität ihren heutigen Namen.

## Studium

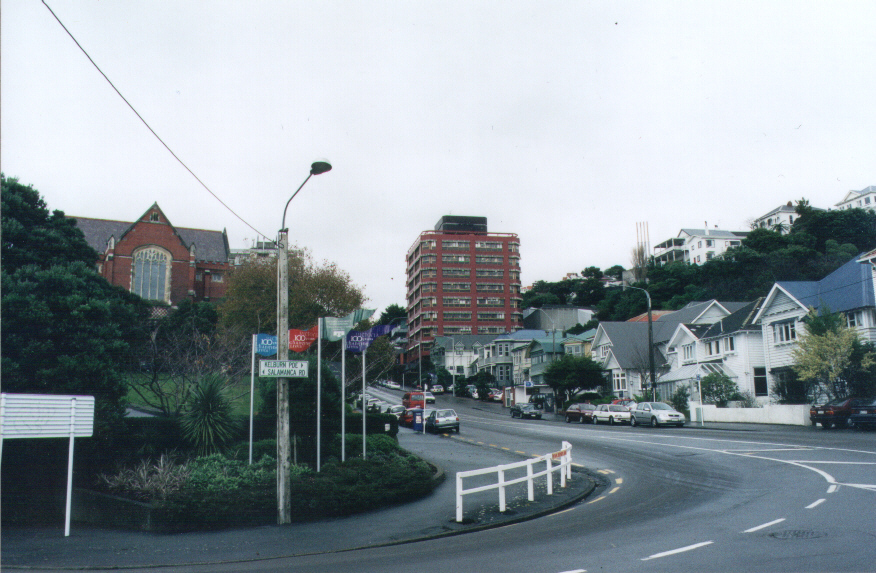
Kelburn Campus und Hunter Building (links)

An der Universität studierten 2018 ca. 22.500 Studenten. Der Hauptteil der zahlreichen ausländischen Studenten kommt aus Südostasien, aber auch in Europa wird ein Studium am anderen Ende der Welt zunehmend beliebter.
An der Universität gibt es folgende Fakultäten
- Fakultät für Architektur und Design
- Fakultät für Maschinenbau
- Fakultät für Handel und Verwaltung (Commerce & Administration)
- Fakultät für Erziehungswissenschaften
- Geistes- und Sozialwissenschaftliche Fakultät
- Juristische Fakultät
- Naturwissenschaftliche Fakultät

## Standorte

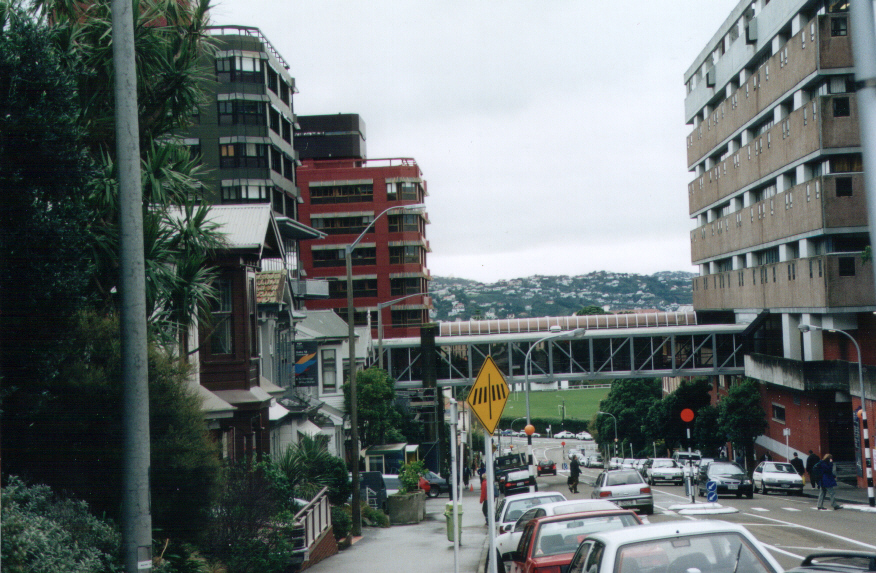
Kelburn Campus

Die Victoria Universität verfügt über vier Standorte.
- Der Kelburn Campus, der Hauptcampus der Universität liegt erhöht über der Stadt im Ortsteil Kelburn in der Nähe der Bergstation der Wellington Cable Car. Hier sind die meisten Fakultäten und universitären Einrichtungen beheimatet.
- Der Te Aro Campus im Stadtviertel Cuba beheimatet die Fakultäten für Architektur und Design.
- Auf dem Pipitea Campus am Lambton Quay im Regierungsviertel befinden sich die juristische Fakultät und die Fakultät für Handel und Verwaltung.
- Der Karori Campus ist die Heimat der Fakultät für Erziehungswissenschaften.

## Sonstiges

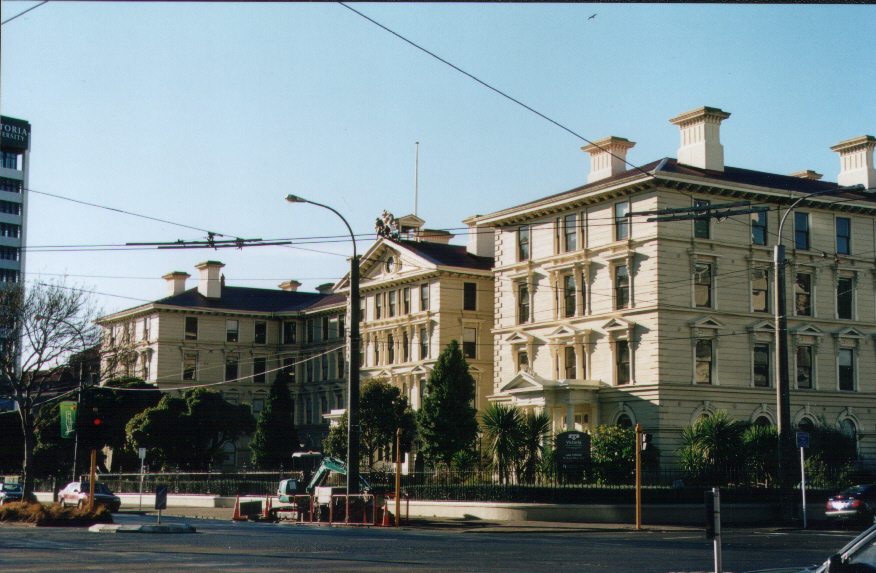
Juristische Fakultät auf Pipitea Campus

Die juristische Fakultät befindet sich abseits des Haupt-Campus in der Innenstadt in unmittelbarer Nähe des Regierungsgebäudes (Beehive) und des Parlaments. Bis 1990 war das Gebäude der Sitz der Regierung, zuletzt des Erziehungsministeriums. Daher wird das Gebäude immer noch als „Old Government Building“ bezeichnet.
Das Gebäude gilt als größtes Holzgebäude der südlichen Hemisphäre und als zweitgrößtes vollständig aus Holz gebautes Gebäude der Welt nach dem Tōdai-ji-Tempel in Nara (Japan). Es wurde 1876 nach Entwürfen von William Clayton aus dem Holz des Kauri-Baumes errichtet.

## Berühmte Absolventen
- Alexander Gerst (* 1976), deutscher Geophysiker und Mitglied des ESA-Astronautenteams
- Ronald Syme (1903–1989), neuseeländischer Althistoriker
- Patricia Marjorie Ralph (1920–1995), Meeresbiologin und Universitätsdozentin
- John Money (1921–2006), neuseeländischer Psychologe und Sexologe
- Alan MacDiarmid (1927–2007), neuseeländischer Chemiker, Nobelpreisträger 2000
- John C. Yaldwyn (1929–2005), neuseeländischer Meeresbiologe, von 1980 bis 1989 Direktor des Museum of New Zealand Te Papa Tongarewa
- Kenneth Keith (* 1937), neuseeländischer Jurist, von 2006 bis 2015 Richter am Internationalen Gerichtshof in Den Haag
- Sam Neill (* 1947), nordirischer Schauspieler
- Gareth Farr (* 1968), Komponist
- Stefan Rahmstorf (* 1960), deutscher Ozeanograph, Klimaforscher
- Chantal Brunner (* 1970), neuseeländische Leichtathletin
- Emily Perkins (* 1970), neuseeländische Schriftstellerin
- Adaljíza Magno (* 1975), osttimoresische Diplomatin und Politikerin